# Todd Haynes
Todd Haynes (Los Ángeles, California, 2 de enero de 1961) es un director de cine, guionista y productor estadounidense.Es considerado uno de los representantes destacados del New queer cinema surgido en Estados Unidos en la década de 1990. A lo largo de su trayectoria cinematográfica ha recibido 107 nominaciones, incluidas un Óscar a mejor guion y dos Globos de Oro, y obtenido 63 galardones en festivales como Berlín, Cannes, Sitges, Locarno, Sundance o Venecia.Algunas de sus películas más valoradas por la crítica son Poison (1991), Far from Heaven (2002), Carol (2015), Dark Waters (2019) o May December (2023).

## Carrera
Se graduó en Arte y semiótica en 1985 en la Universidad de Brown de Rhode Island, tras lo cual se mudó a Nueva York para continuar sus estudios de arte en el Bard College al mismo tiempo que dirigía sus primeros cortometrajes. En la actualidad vive en la localidad de Portland, Oregón.
Sus trabajos cinematográficos comenzaron en 1985 con un cortometraje titulado Assassins: A Film Concerning Rimbaud basado en la tormentosa relación entre los poetas Paul Verlaine y Arthur Rimbaud.

"Cuando empecé, el cine comercial estaba empezando a incorporar elementos formales del arte experimental y explorando el cine de género. También estaba David Lynch, que hacía películas arropadas por una sensibilidad experimental sacada del cine marginal. Se estaba dando cierto trasvase en la cultura, lo cual me animó. Cuando hice Superstar y Poison, películas experimentales que contrastaban con el resto de cine, me di cuenta de que el público es sofisticado. Que el público es capaz de adaptarse y ver una película rompedora sin sentirse inmediatamente alienado por el contenido o por el estilo visual y formal".
Todd Haynes (Revista Vanity Fair, 6 de enero de 2018) 

En su siguiente corto de 1987, Superstar: The Karen Carpenter Story, utilizó muñecas Barbie para contar la historia de la mitad femenina del grupo musical The Carpenters, provocando que Richard Carpenter le demandara y se prohibiera la distribución de la obra.

"Se han recabado opiniones legales sobre la película que parecen, finalmente, favorables a su exhibición. Pero hay mucho más trabajo que necesito hacer y para el que no he tenido tiempo, como es realizar anotaciones y proporcionar todas las fuentes de información utilizadas. La cinta se ha exhibido un par de veces pero no se ha anunciado públicamente, no se ha cobrado ninguna tarifa, ni se ha cobrado ninguna entrada".
Todd Haynes (Theplaylist.net, 1 de julio de 2022) 

Su primer largometraje, Poison (1991), basado en varios escritos de temática homosexual de Jean Genet, y en parte financiado por la fundación pública National Endowment for the Arts le puso en el punto de mira de la Asociación estadounidense de la Familia, que calificó el filme como "suciedad financiada públicamente". Este trabajo, además de reportarle premios en el Festival de Sundance y en la Berlinale, le convertiría en una de las promesas del New Queer Cinema. 

"En los 90, los espectadores estaban ya acostumbrados a hacer zapping y podían pillar una película de terror a la mitad y saber exactamente en qué punto estaba la historia. Conocían la forma narrativa y conocían el cine de género, pero ni siquiera eran conscientes de ello. Así que decidí coger ese conocimiento y pensé "no tienes que ponerte al servicio de la gente, puedes empujarles hacia adelante utilizando esos conocimientos sofisticados para sorprenderles". Y son capaces de seguirte. No sé si sigue sucediendo con el público actual, pero yo sí lo sentí así durante mis inicios".
Todd Haynes (Revista Vanity Fair, 6 de enero de 2018) 

El segundo largo de Haynes, Safe (1995), lo confirmó como un director rebelde capaz de ir más allá de su etiqueta de realizador del mencionado movimiento.

"Julianne y yo tenemos una relación incomparable, porque nuestras carreras despegaron a la vez. Creo que le he dado algunos de sus papeles más desafiantes, empezando por Safe, que era un personaje imposible de interpretar al que ella aportó una sensibilidad, una inteligencia y una empatía asombrosas".
Todd Haynes (Revista Vanity Fair, 6 de enero de 2018) 

Tres años más tarde rodaría Velvet Goldmine (1998), film en el que recreaba la época de esplendor del glam rock y cuyos personajes principales, interpretados por Jonathan Rhys-Meyers y Ewan McGregor, estaban inspirados en David Bowie e Iggy Pop, respectivamente.

"El proyecto me llegó cuando Laurie Anderson estuvo actualizando los archivos de Lou Reed para la biblioteca pública de Nueva York. Sobre esa época, ella estuvo en conversaciones con la gente de Universal, que son quienes controlaban los masters, y fueron ellos quienes le preguntaron si sería un buen momento para hacer una película sobre The Velvet Underground, que pudiera tratar más en profundidad sobre la banda, y en caso de ser posible, qué directores serían de su agrado. Me preguntaron si yo estaría interesado, e inmediatamente les dije que sí. Ni me lo pensé".
Todd Haynes (Mondosonoro, 19 de octubre de 2021) 

Su siguiente película fue Far from Heaven (2002), interpretada por Julianne Moore y Dennis Quaid, quienes daban vida a un matrimonio aparentemente modelo en la opulenta Norteamérica de los años 50. El largometraje denunciaba la hipocresía de la sociedad biempensante mostrando a los dos protagonistas obligados a enfrentarse con la homofobia y el racismo para intentar alcanzar su felicidad.

"A Julianne Moore no se la dirige. Ella llega, hace lo que tiene que hacer, es brillante y se larga [se ríe]. Existe el mito de que los buenos directores son los que consiguen extraer una buena interpretación de sus actores. Yo no estoy tan seguro de eso. Los actores tienen algo innato que funciona o no en el cine. Depende del director encontrar a esas personas y después proporcionarles el mejor ambiente, las mejores circunstancias y la mejor receptividad posible para apoyar lo que ellos ya tienen. Pero no pienso que se trate de crear algo que no está ya ahí."
Todd Haynes (Revista Vanity Fair, 6 de enero de 2018) 

En 2007 rodó una atípica película biográfica sobre Bob Dylan, I'm Not There, donde el personaje de Dylan era encarnado por varios actores, como Heath Ledger e incluso una mujer, Cate Blanchett.

"En películas como I'm Not There o Velvet Goldmine exploré cómo a veces la única forma de librarse de la camisa de fuerza que es la identidad es exterminarla: considerarla fluida y cambiante. Eso le sucedió a Bob Dylan. Para sobrevivir como una entidad creativa, bajo la presión de su propio éxito y las expectativas que generó durante los 60, tuvo que destruir quien era solo para tener el espacio donde crear algo nuevo. Porque si dejara de crear cosas nuevas se moriría, así que era una estrategia de supervivencia. Debió de ser insoportable ser Bob Dylan en los 60. Las presiones de la vida y de la identidad te limitan la movilidad. A veces tu cuerpo protesta, mediante la enfermedad, antes de que tú mismo lo hagas".
Todd Haynes (Revista Vanity Fair, 6 de enero de 2018) 

También dirigió una miniserie para la HBO basada en la novela de James M. Cain, Mildred Pierce (2011), que fue bien acogida por crítica y público. Kate Winslet obtuvo por su interpretación en ella un premio del Sindicato de Actores y un Globo de Oro.
Carol (2015), adaptación de la novela semiautobiográfica escrita por Patricia Highsmith, es considerada una de sus mejores películas por la crítica. Protagonizada por Cate Blanchett y Rooney Mara la trama muestra a dos mujeres de mediados del siglo XX que, debido a la relación sentimental que mantienen, deben enfrentarse a los prejuicios de la sociedad a la que pertenecen.
En 2017 vio la luz Wonderstruck, basada en la novela homónima escrita por Brian Selznick publicada en 2011. Protagonizada por Oakes Fegley, Julianne Moore, Michelle Williams y Millicent Simmonds se estrenó en el Festival de Cannes.

"Poner protagonistas sordos es un acto político, por desgracia, porque no se cuentan historias sobre la cultura de la sordera. Y Wonderstruck además va dirigida al público joven. Alexander Graham Bell y Thomas Edison señalaron que el hecho de que los sordos no hablasen les limitaba a la hora de involucrarse y participar en la cultura dominante. Hasta los años 60 no se escribió sobre la integridad del lenguaje de signos como un cuerpo gramático completo, con complejidad y connotaciones. Eso inició una nueva era de concienciación respecto a la cultura de la sordera".
Todd Haynes (Revista Vanity Fair, 6 de enero de 2018) 

Hasta 2023 su última película proyectada en cine es Dark Waters, cinta de suspense que dramatiza el caso de Robert Bilott contra la corporación de fabricación de productos químicos DuPont después de que contaminaron una ciudad con productos químicos no regulados.

## Filmografía

### Largometrajes
- Poison (1991)
- Safe (1995)
- Velvet Goldmine (1998)
- Far from Heaven (2002)
- I'm Not There (2007)
- Carol (2015)
- Wonderstruck (2017)
- Dark Waters (2019)
- May December (2023)

### Cortometrajes
- Assassins: A Film Concerning Rimbaud (1985)
- Superstar: The Karen Carpenter Story (1987)

### Televisión
- Dootie Gets Spanked (1994)
- Mildred Pierce (2011)

### Vídeoclips
- «Disappearer», sencillo de Sonic Youth extraído de su álbum Goo (1990)

## Premios y distinciones
Premios Óscar
| Año  | Categoría            | Película        | Resultado |
| ---- | -------------------- | --------------- | --------- |
| 2003 | Mejor guion original | Far from Heaven | Nominado  |

Premios Globo de Oro
| Año  | Categoría      | Película        | Resultado |
| ---- | -------------- | --------------- | --------- |
| 2003 | Mejor guion    | Far from Heaven | Nominado  |
| 2016 | Mejor director | Carol           | Nominado  |

Premios Primetime Emmy
| Año  | Categoría                               | Película       | Resultado |
| ---- | --------------------------------------- | -------------- | --------- |
| 2011 | Mejor miniserie o telefilme             | Mildred Pierce | Nominado  |
| 2011 | Mejor dirección - Miniserie o telefilme | Mildred Pierce | Nominado  |
| 2011 | Mejor guion - Miniserie o telefilme     | Mildred Pierce | Nominado  |

Festival Internacional de Cine de Cannes
| Año  | Categoría                    | Película        | Resultado |
| ---- | ---------------------------- | --------------- | --------- |
| 1998 | Mejor Contribución Artística | Velvet Goldmine | Ganador   |
| 2015 | Queer Palm                   | Carol           | Ganador   |

Festival Internacional de Cine de Venecia
| Año  | Categoría                               | Película        | Resultado |
| ---- | --------------------------------------- | --------------- | --------- |
| 2002 | Premio SIGNIS-Mención especial          | Lejos del cielo | Ganador   |
| 2007 | Premio especial del Jurado              | I'm Not There   | Ganador   |
| 2007 | Premio 'CinemAvvenire' – mejor película | I'm Not There   | Ganador   |

### Otros premios
- Poison (1991)
  - Ganador del Gran premio del jurado a la mejor película dramática en el Festival de Sundance
  - Ganador del premio Teddy a la mejor película en la Berlinale.